# Palazzo Malaspina (Pavia)

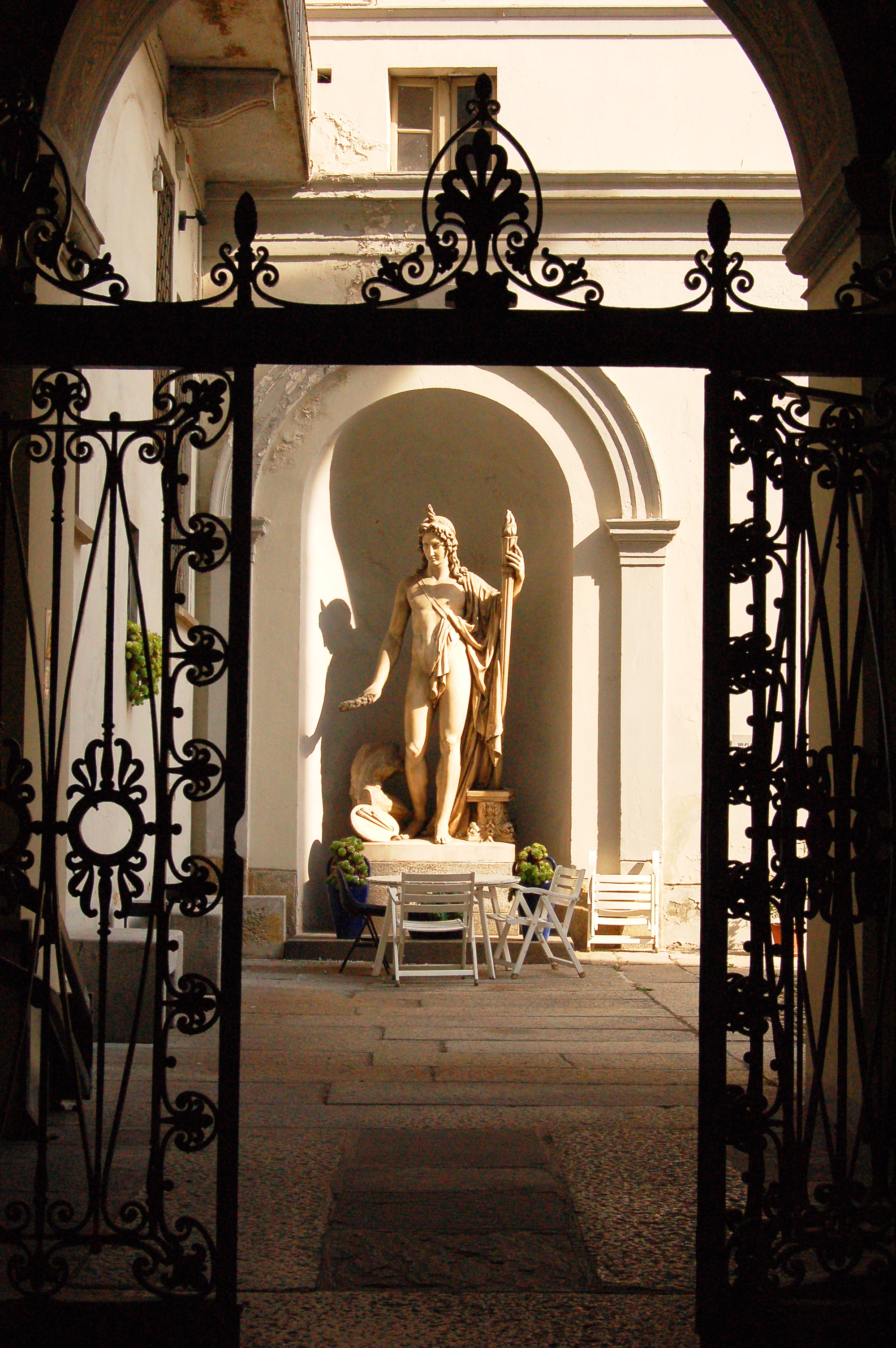
Il cortile della Biblioteca con la statua di Apollo di Gaetano Matteo Monti.

Palazzo Malaspina di Pavia è un palazzo ristrutturato completamente nel corso del XVIII secolo situato all'interno del centro storico. Ad oggi ospita l'Archivio Storico Civico, la Biblioteca Civica Carlo Bonetta e la prefettura della città.

## Storia

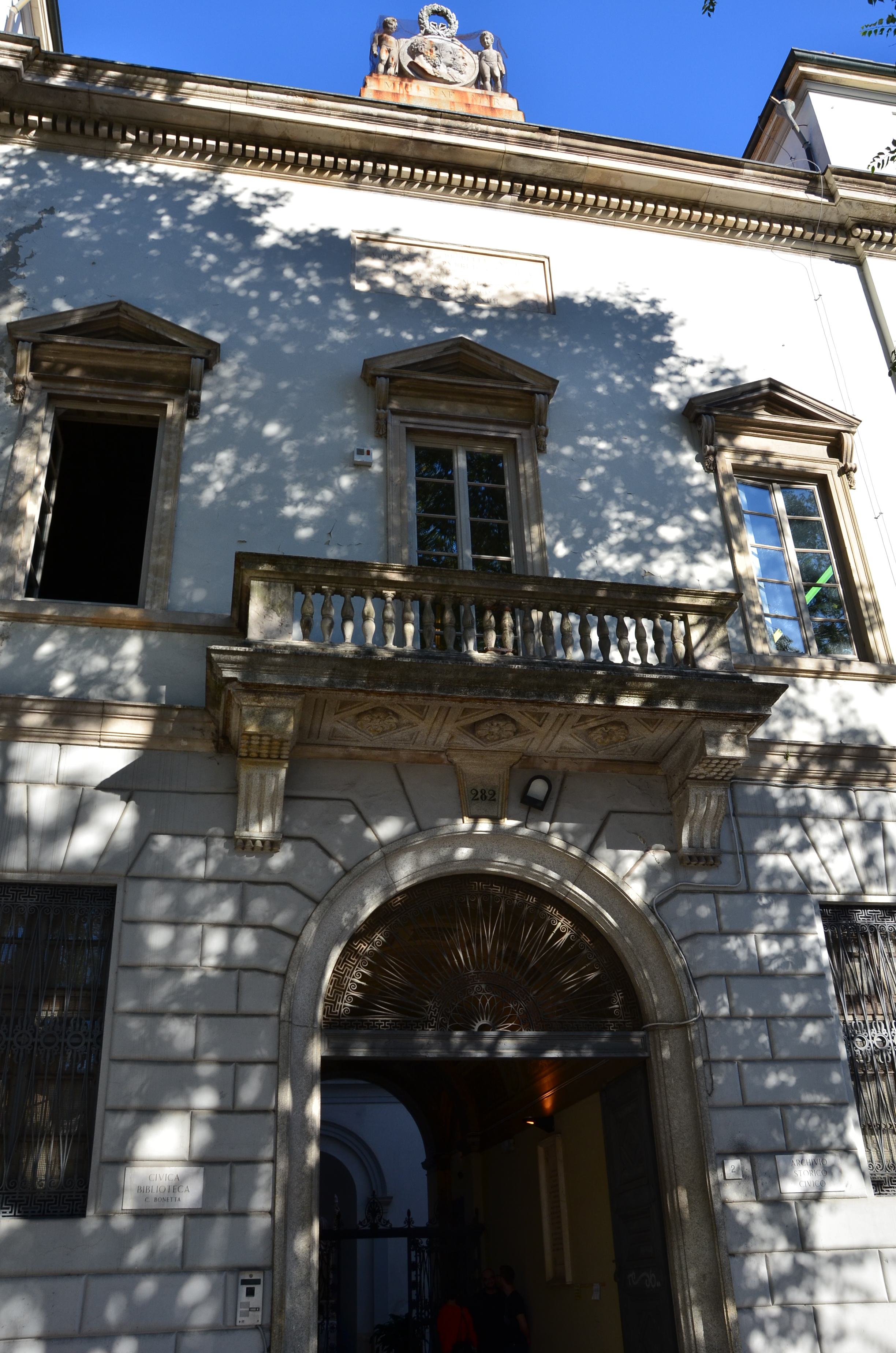
La facciata dell'ala sede della Biblioteca

I marchesi Malaspina di Pavia e di Voghera derivano dal ramo dei Malaspina di Lunigiana, detti dello "spino secco"; tale linea ebbe diverse altre diramzaioni. Giacomo Malaspina fu il capostipite del ramo di Pavia, dei marchesi di Sannazaro e Scaldasole e possedette Godiasco. La linea di Pavia si estinse con il marchese Luigi Malaspina di Sannazzaro (1754- 1835) che legò alla città il palazzo e le sue collezioni artistiche e archeologiche. Intorno agli anni '90 del Settecento, il marchese Luigi Malaspina decise di rinnovare integralmente il palazzo che la sua famiglia deteneva in città almeno dal XVI secolo. Il Malaspina, uomo di profonda cultura, collezionista d'arte e architetto, progettò il nuovo edificio. 
La prima ala, realizzata a partire dal 1794 è ora sede della Prefettura, mentre, tra il 1829 ed il 1835, fu terminata la seconda ala, originariamente destinata a raccogliere le collezioni artistiche ed archeologiche del marchese (da lui cedute al comune di Pavia), per questo denominata Stabilimento di Belle Arti Malaspina, inaugurato il 12 giugno 1838 quale primo museo cittadino. Sempre negli stessi anni, grazie all'acquisizione del vicino ex monastero di Santa Maria Annunciata (soppresso nel 1799), il marchese poté estendere la spazio a verde intorno alla dimora, tanto che nell'area dell'ex ente monastico furono creati i giardini Malaspina. Nel 1977, la Pinacoteca Malaspina e le altre raccolte museali, che occupavano il primo piano dello Stabilimento Malaspina, furono trasferite nel Castello visconteo. Ora è sede della Biblioteca Civica Carlo Bonetta, e dell'Archivio Storico Civico.

## Descrizione

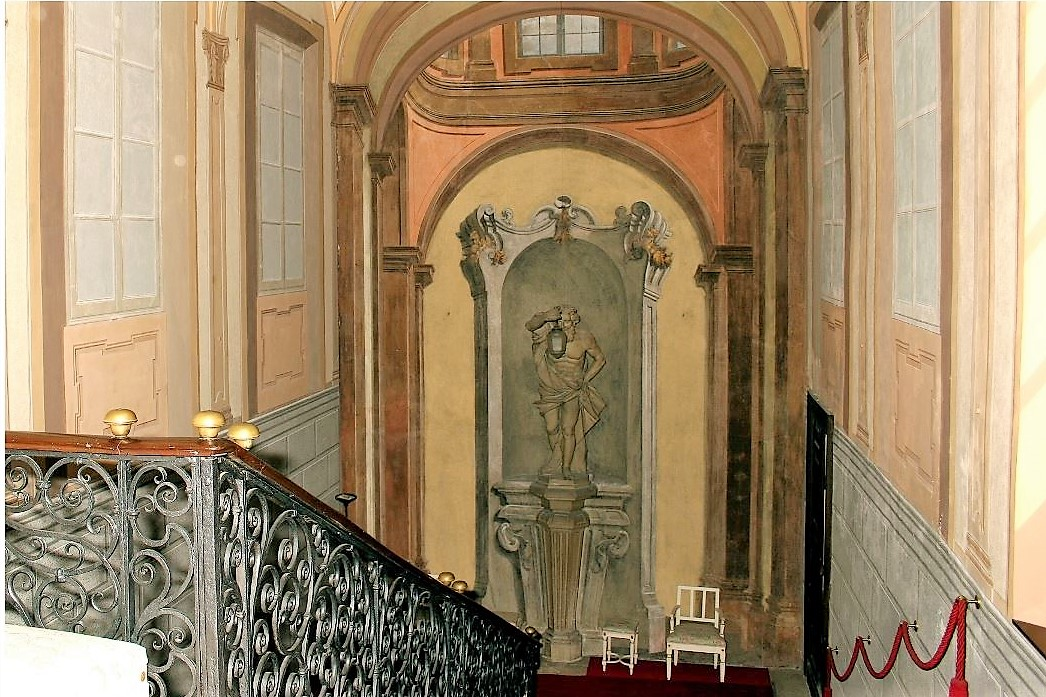
Uno degli scaloni interni.

La parte tardo-settecentesca (ora sede della Prefettura) è costituita da un edificio a corte, aperto, da un lato, su Via Malaspina. L’ingresso è stato ideato per creare un curioso effetto scenografico a “cannocchiale” dove le cortine che fiancheggiano il cancello principale, ornate da statue e dai busti di Severino Boezio e di Francesco Petrarca, si aprono verso il cortile d’onore facendo cadere l’occhio del passante verso la facciata del palazzo. Il palazzo è strutturato su due piani. L'ingresso principale, al piano terra, è formato da un portico colonnato a cinque archi che si apre sul cortile, dove si trovavano le scuderie, le dispense, le cucine ed altri locali di servizio. Al piano terra si apre il grande scalone interamente in pietra, mentre vicino al portico si trova la "Sala del Regno", decorata nelle volte da stucchi in stile rococò che raffigurano armi (cannoni, spade e moschetti con baionette), vari strumenti musicali (trombe, flauti e tamburi) e putti, forse a memoria dell’Accademia di Musica e d’Arte Militare che, il marchese Ottaviano Malaspina, radunava nel palazzo negli anni ’60 e ’70 del Seicento. Lo scalone monumentale permette l’accesso al piano nobile dove si trovano alcuni degli ambienti più rappresentativi del palazzo, tutti affacciati sui retrostanti Giardini Malaspina, mentre nell’ala ovest del palazzo si trovano la "Sala da Pranzo", ed altri ambienti, come le camere da letto ed altri locali. Su questo piano si trovano la "Sala Azzurra", la "Sala Rossa", il "Salone Giallo" ed il "Salone Blu" che contengono preziosi arredi d’epoca quali i tavoli in marmo, i candelieri, le specchiere e i lampadari. Particolare è la "Sala Turca", ricca di decorazioni orientaleggianti. Gran parte dell’edificio è arricchito da parete affrescate e pavimenti a parquet e mosaico, mentre la facciata che si apre verso il giardino presenta una decorazione architettonica dipinta. 
La seconda ala del complesso (ora sede della Biblioteca Bonetta e dell’Archivio Storico Civico) presenta una facciata neoclassica con basamento in bugnato e rilievi, alcuni opera di Gaetano Matteo Monti, raffiguranti puttini impegnati nelle diverse attività artistiche. L’edificio, strutturato su tre piani, presenta un piccolo cortile interno, decorato da una nicchia contenente una grande statua marmorea di Apollo, opera sempre di Gaetano Matteo Monti. Dal cortile, tramite uno grande scalone neoclassico, si accede ai saloni, ricchi d’affreschi, ora sede della biblioteca e dell’archivio.